# نیدرکیرشن
نیدرکیرشن (به آلمانی: Niederkirchen) یک شهر در آلمان است که در کایزرسلاوترن واقع شده‌است.